# Adalbert Paulsen
Adalbert Paulsen (* 5. Mai 1889 in Kropp; † 9. Januar 1974 in Hamburg) war ein deutscher Theologe, der den Deutschen Christen angehörte. Von 1933 bis 1945 war er Landesbischof der Evangelisch-Lutherischen Landeskirche Schleswig-Holsteins, NSDAP-Mitglied und Mitarbeiter des antisemitischen Instituts zur Erforschung und Beseitigung des jüdischen Einflusses auf das deutsche kirchliche Leben.

## Leben
Paulsen wurde als Sohn von Johannes Paulsen, dem Pastor von Kropp und Gründer des dortigen Diakoniewerks, geboren. Nach dem Studium der Theologie wurde Paulsen 1917 Pfarrer in Krummendiek. Ab 1923 wirkte er als Pastor der Luther-Gemeinde in Kiel. Hier galt er als „hochbegabter Prediger“, der „eine große Hörergemeinde unter seiner Kanzel versammelte“.
Paulsen schloss sich der Glaubensrichtung Deutsche Christen an und trat zum 1. August 1932 der NSDAP bei (Mitgliedsnummer 1.273.747). Auf der sogenannten Braunen Synode der schleswig-holsteinischen Landeskirche am 12. September 1933 in Rendsburg zwangen die Deutschen Christen, die die Mehrheit hatten, die Bischöfe Eduard Völkel (Schleswig) und Adolf Mordhorst (Holstein) zum Rücktritt und machten Paulsen zum alleinigen Landesbischof der Evangelisch-Lutherischen Landeskirche Schleswig-Holstein. In seiner Rede anlässlich der Amtseinführung am 1. Oktober 1933, abgedruckt in der Zeitschrift Junge Kirche Heft 17, sagte er: „Wir sehen in der Wende unserer Geschichte die gnadenvolle Führung Gottes, die uns … durch die Sendung Adolf Hitlers zu einem neuen Leben und zu einer neuen Zukunft ruft“. Nach den Novemberpogromen 1938 sah er die Ausschreitungen als gottgegeben an, wie es aus seinem Adventsrundbrief an die Pfarrer hervorgeht: „Das aber kann von uns als Trägern des Geistlichen Amtes nicht ernst genug genommen werden, daß in der Frage des jüdischen Volkes eine strenge Entscheidung von Gott gefallen ist“.
Im Jahre 1939 wurde er Mitarbeiter am Institut zur Erforschung und Beseitigung des jüdischen Einflusses auf das deutsche kirchliche Leben. „Von hier kamen die weiteren Stichworte zur Radikalisierung der Kirche bis zum Ausschluß der „nichtarischen“ Christen aus der evangelischen Kirche, den der Landeskirchenamtspräsident Christian Kinder am 10. Februar 1942 für die Landeskirche verfügte. Dies geschah in Kenntnis und auch als Reaktion auf die Deportationen der deutschen Juden, die im Herbst 1941 begonnen hatte und von der auch evangelische Christen jüdischer Herkunft betroffen waren. Einer der Deportierten war Dr. Arthur Goldschmidt aus Reinbek in Stormarn, der im Ghetto Theresienstadt im Sommer 1942 eine evangelische Gemeinde begründete.“
Trotz wachsender Widerstände konnte sich Paulsen bis zu seinem Rücktritt 1945 im Bischofsamt halten. Von 1948 bis 1959 war er Pfarrer in Hamburg-Lohbrügge.

## Kritik und Auseinandersetzung
Bei einem historisch-politischen Vortrag Blankenese im 3. Reich – Schicksale, Vereine, Schulen, Kirche, Musik, Projekte am 12. Mai 2007 berichtete die Referentin Marion Rollin von einem Kirchentag der Propstei Pinneberg am 31. Januar 1934 u. a.: 

„Landesbischof Paulsen sagt in seiner Rede: ,Die Kirche muß das Volk erobern …‘ Und weiter: ,Der Kern des Nationalsozialismus liegt in dem sogenannten Arierparagraphen, in dem Bekenntnis zur Rasse. Gott schuf keine Stände, keine Klassen, aber Rassen. Zu diesem schöpfungsmäßigen Gedanken müssen wir uns bekennen.‘ […] Die Verachtung der Juden wird immer schamloser.“